# Società Veneto-Emiliana di Ferrovie e Tramvie
La Società Veneto-Emiliana di Ferrovie e Tramvie (SVEFT) è stata una compagnia ferroviaria italiana.
Ha gestito infrastruttura ed esercizio della ferrovia Rimini-San Marino (dal 1932 al 1944, quando la linea è stata sospesa) e della ferrovia Adria-Ariano Polesine (dal 1933 al 1942, quando la linea è passata alla Società Veneta).